# Roger Loysch (1948)
Roger Loysch (Helchteren, 5 april 1948) is een voormalig Belgisch wielrenner.

## Levensloop en carrière
Loysch werd prof in 1970 bij Flandria - Mars. Zijn grootste overwinningen zijn Dwars door Vlaanderen in 1973 en GP Denain in 1975. In 1975 stopte hij met wielrennen.

## Resultaten in voornaamste wedstrijden
| Jaar | Gent-Wevelgem | Dwars door Vlaanderen |
| ---- | ------------- | --------------------- |
| 1971 | 77e           |                       |
| 1973 |               | Goud                  |